# Hanofa
Hanofa is een bestuurslaag in het regentschap Nias Barat van de provincie Noord-Sumatra, Indonesië. Hanofa telt 66 inwoners (volkstelling 2010).